# قدرت و کنترل
«قدرت و کنترل» (به انگلیسی: Power & Control) ترانه‌ای از خواننده و ترانه‌سرای بریتانیایی مارینا و دیاموندز از دومین آلبوم استودیویی او قلب الکترا است که در ۲۰ ژوئیه ۲۰۱۲ منتشر شد.